# Клисура Прлитске реке
Клисура Прлитске реке пробојница је вијугаве Прлитске реке која тече северозападним обронцима Старе планине.

## Положај
Клисура Прлитске реке налази се надомак града Зајечара, у Влашком долу, на шест километара од центра Зајечара, међу најнижим обронцима Старе планине, где су се у давнини дизали заборављени градови и тврђаве.

## Географија
На свом току кроз обронке Старе планине, помало мистична и вијугава Прлитска река просекла је клисуру, којом вода тече до јуна, преливајући се преко огромних камених лонаца у којима се купају авантуристи и љубитељи кањонинга. У позно лето Прлитска река у доњем току понире, па се сувих ногу може шетати пејзажима који изгледају помало митски и нестварно. 
Десном литицом пут води ка чудотворном манастиришту, док централна стаза иде кроз саму клисуру и њене пећине, где су тиховали испосници и скривали се збегови и хајдуци у време владавине Османлија на овом простору.
Левом литицом клисуре пење се стрми путић, остатак трасе којим се пружала прва индустријске пруга у Србије зване „Белгијска пруга”, по инвеститорима из Генералног друштва (Societe Generale) из Брисела.

## Историја
Стаза која се успиње с леве стране ждрела клисуре води ка видиковцу с кога пуца поглед на долину Тимока.  На њему се и данас виде остаци старе грађевине на стени, вероватно осматрачнице са које се контролисао каравански пут од Вршке чуке до Зајечара и сама клисура. Са видиковца се види и врх оближње дрвене капеле Манастира Светог Јована који вири из шумског густиша. Црквицу су мештани околних села саградили међу зидинама ранохришћанске базилике из 4. века, на шта у казује начин градње и пронађеним новчићи у њеној близини.
Долином Прлитеске реке железница је почела са изградњом пруге 22. јуна 1887. године, која је завршена  18. октобра 1888. године. Њом се све до Друзгог светског ратра, када су немци скинули шине, угаљ је транспортовао из Вршке Чуке у Радујевац на Дунаву.

## Легенда
Легенда каже ...да су Турци једном покушали да кањоном Прлитске реке неприметно дођу до српских села и у њима начине зулу, али је небо послало пљусак који се претворио у бујицу која је подавила уљезе.
Манастириште над Влашким долом је такође познато по многим легендама о чудесним исцељењима, па су на простору старе богомоље мештани Великог Извора, Прлите и Грљана подигли пространу дрвену капелицу посвећену Светом Јовану Крститељу. Модерна грађевина која је стала у олтар римске базилике истиче величину старог храма и указује на то да је овај простор некада био густо насељен.